# دار النشر ديل
دار النشر ديل هي دار نشر أمريكية مُتخصصة في مجال نشر الكتب والمجلات والكتب المصورة، تأسست في عام 1921 من قبل جورج ديلاكورتي جونيور واثنين من الموظفين بمبلغ 10000 دولار أمريكي.

## وصلات خارجية
- الموقع الرسمي